# Johan Jacob Hedrén
Johan Jacob Hedrén, född 4 mars 1775 på Bäckenäs i Rännelanda socken i Dalsland, död 14 februari 1861 i Linköping, var en svensk präst. Han var biskop i Karlstads stift från 1829 och biskop i Linköpings stift från 1833 samt överhovpredikant.

## Biografi
Johan Jacob Hedrén tillhörde släkten Hedrén från Högsäter och var son till prosten i Ör i Dalsland teol. dr Anders Hedrén och Brita Wermelin. Han fick enskild undervisning av fadern i hemmet och bedrev senare studier i Karlstad, han tog studentexamen vid Uppsala universitet 1793, blev fil.mag 1797, docent i botanik 1797, adjunkt i botanik 1802, pastoralexamen i Karlstad 1803, prästvigd i Stockholm 1803, notarie i Hovkonsistorium 1805, regementspastor vid Svea livgarde, ordinarie hovpredikant och ledamot av Hovkonsistorium från 1807, tillika predikant vid Borgerskapets änkehus 1808, teol. doktor 1809, kyrkoherde i Jakobs och Johannes församlingar i Stockholm från 1810, biskop i Karlstad från 1829 och biskop i Linköping från 1833 med tillträde 1836. 
Hedrén var riksdagsledamot 1812–1848, dessutom ledamot i 1815 års evangeliebokskommitté och ordförande i kommittén till överseende och granskning af kyrkolagen 1824. 1817-19 var han preses i Samfundet Pro Fide et Christianismo. Han ansågs som en utmärkt predikant. Han visade också uppskattning av "läsarna". I en prästmöteshandling uttalar han sig sålunda: "De bära ingalunda motvilja, misstroende eller hat till kyrkan, till dess cultur, ord och sacramenter. [...] Rättvisan bjuder oss ock att erkänna, att sådana läsare, som rätteligen bruka dessa medel bönen och Guds ords läsning, utmärka sig i församlingen i grundelig kristendomskunskap, renlärig tro, af from och stilla vandel, af strängt sabbatshållande, af nykter och ordentlig sammanlefnad; sådana medlemmar som kyrkan måtte med bön till Gud önska sig många."
Vid biskopsvalet i Karlstad 1829 var Hedrén uppförd i första rummet och Esaias Tegnér i andra. Tegnér valde då att inte kandidera. Om Hedrén har Tegnér skrivit att han var "i allmänhet föga utmärkt då fråga är om Embetets inre andeliga sida: men för den yttre eller Länsmanssidan är han exemplarisk genom sitt praktiska sinne och sin rika erfarenhet".
Johan Jacob Hedrén var även docent i praktisk ekonomi i Uppsala och stiftade till exempel Karlstads enskilda bank (grundad 1833, firade 50 år lördagen den 16 mars 1883) och blev direktör för Östergötlands enskilda bank (grundad 1837) i Linköping.
Hedrén dog barnlös 1861 och är begravd vid Vreta klosters kyrka i Östergötland. En minnesvård utvisar hans gravplats.

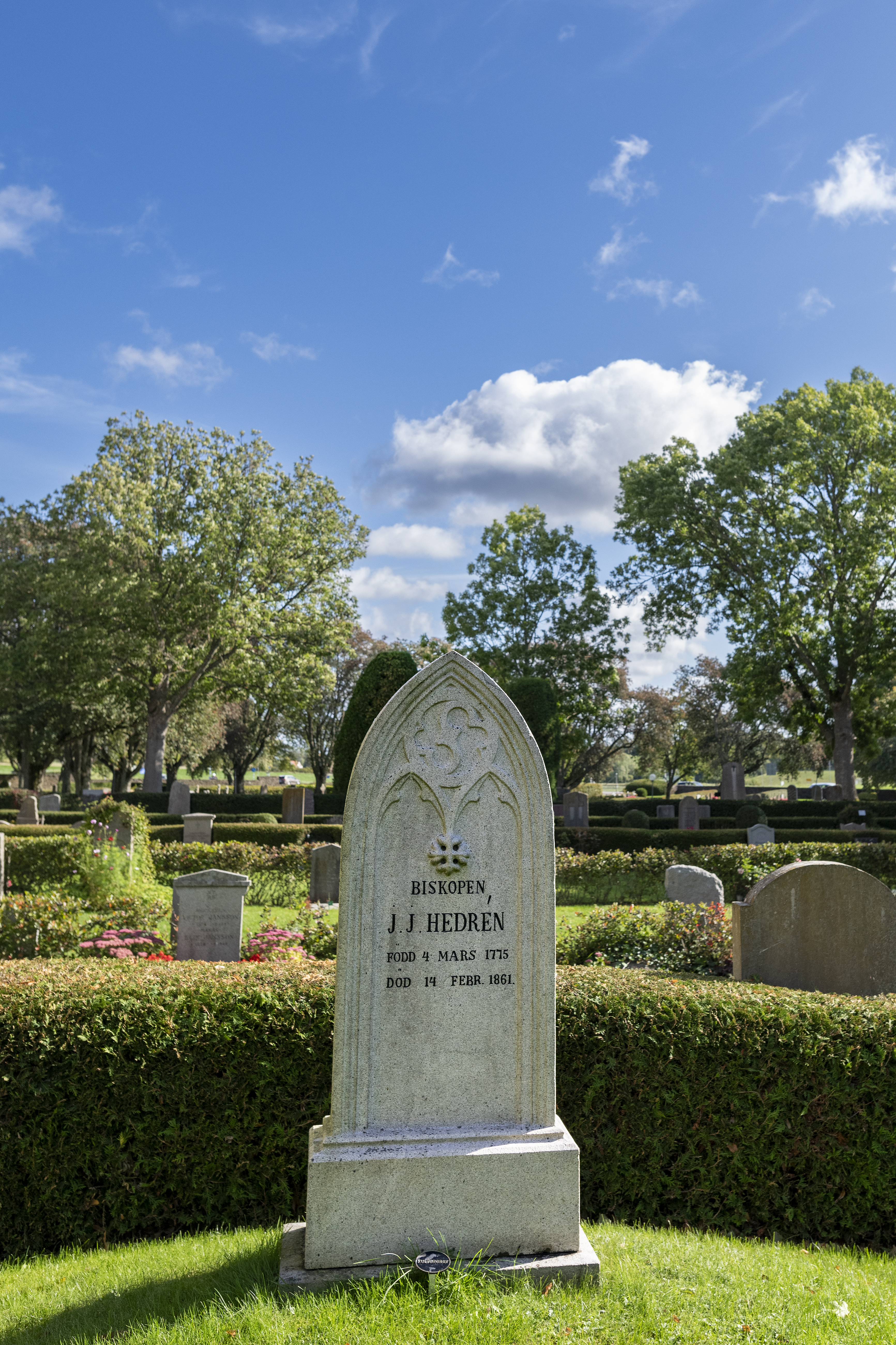
Johan Jacob Hedrén, svensk präst, biskop i Karlstads och Linköpings stift samt överhovpredikant. Levde 1775–1861.

## Familj
Johan Jacob Hedréns föräldrar var Anders Hedrén, prost i Örs församling i Dalsland i Karlstads stift och Brita Christina Wermelin. Han var bror till Ulrika Kullgren och därigenom svåger till Carl August Kullgren.
Han gifte sig första gången 1811 med Ottiliana Sophia Öhnqvist (1787–1839), andra gången 1840 med Emma Charlotta Helling (1800–1874).